# Udall, Kansas
Udall là một thành phố thuộc quận Cowley, tiểu bang Kansas, Hoa Kỳ. Năm 2010, dân số của xã này là 746 người.

## Dân số
Dân số các năm:
- Năm 2000: 794 người
- Năm 2010: 746 người